# Lâm Giới
Lâm Giới  (李诫; ?-23 tháng 2 năm 1110) có thuyết là Lâm Thành (李誠), tên tự Minh Trọng, người ở trấn Quản Thành, Trịnh Châu (nay là Tân Trịnh, Trịnh Châu, Hà Nam, Trung Quốc) là nhà kiến trúc nổi danh thời Bắc Tống.

## Tiểu sử
Cụ cố của Lâm Giới là Lâm Duy Dần, từng giữ chức Thượng thư Ngu bộ viên ngoại lang, ban hiệu Tử kim quang lục đại phu.
Ông nội là Lâm Đôn Dụ (李惇裕), từng giữ chức Thượng Thư Từ bộ viện ngoại lang bí các hiệu lý.
Cha là Lâm Nam Công (李南公) đỗ tiến sĩ đời Bắc Tống, trải qua chức vụ Thượng thư Bộ Hộ, tri phủ Trịnh Châu, Thành Đô, v.v. Sau thăng chức Học sĩ Trị đồ các, làm quan 60 năm.
Lâm Giới sinh vào khoảng 1060-1065., thuở nhỏ được dạy dỗ rất kỹ. Ngoài các tác phẩm kiến trúc, ông cũng viết các tác phẩm địa lý, sách về lịch sử, triết học và lịch sử nghệ thuật.
Niên hiệu Đại Quan thứ 4, tháng 2 (năm 1110), Lâm Giới qua đời và được chôn cất tại quê nhà. Vua Tống Huy Tông nghe tin, thập phần thương tiếc, hạ chiếu thư sắc phong cho một người con của Lâm Giới làm quan.
Năm 2006, khu mộ Lâm Giới tại Mai Sơn, Quản Thành, Trịnh Châu được coi là đơn vị bảo vệ văn vật trọng điểm cấp quốc gia của Trung Quốc.

## Sáng tác
Niên hiệu Thiệu Thánh thứ 4 đời nhà Tống (1097 sau Công nguyên), cuốn sách Pháp thức doanh tạo của Lâm Giới được chỉnh sửa lại (tên trước đó là Pháp thức Nguyên Hựu, niên hiệu Nguyên Hựu thứ 8 đời Tống Triết Tông (hoàn thành vào năm 1091 sau Công nguyên), hoàn thành năm Nguyên Phù thứ 3 (năm 1100 sau Công nguyên), năm Sùng Ninh thứ 2 đời vua Tống Huy Tông (năm 1103 sau Công nguyên) ban hành. Tư liệu này đã trở thành chuẩn mực cho các công trình kiến trúc triều đình thời đó.
Ngoài ra, ông còn là tác giả của Kinh Hải Sơn Tục 10 tập, Lục danh tính đồng tục 2 tập, Lục Tỳ Bà 2 tập, Mã Kinh 2 tập, Kinh Bác Lục 3 tập, Thuyết văn triện cổ 10 tập. Các tác phẩm của Lâm Giới đều bị thất truyền chỉ còn duy nhất tác phẩm nổi tiếng Pháp thức doanh tạo (營造法式, "Đường lối xây dinh").

### Tư liệu tham khảo
- Needham, Joseph (1986). Science and Civilization in China: Volume 4, Part 3. Taipei: Caves Books, Ltd.
- Steinhardt, Nancy Shatzman (1997). Liao Architecture. Honolulu: University of Hawaii Press.
- Steinhardt, Nancy Shatzman. "The Tang Architectural Icon and the Politics of Chinese Architectural History," The Art Bulletin (Volume 86, Number 2, 2004): 228–254.
- Steinhardt, Nancy Shatzman. "The Tangut Royal Tombs near Yinchuan", Muqarnas: An Annual on Islamic Art and Architecture (Volume X, 1993): 369-381.
- Guo, Qinghua. "Yingzao Fashi: Twelfth-Century Chinese Building Manual", Architectural History: Journal of the Society of Architectural Historians of Great Britain (Volume 41 1998): 1-13.
- Lý Ước Sắt Lịch sử khoa học và công nghệ Trung Quốc Tập IV Quyển III Chương 28 Công trình dân dụng Trang 92-93 Nhà xuất bản Khoa học Bắc Kinh năm 2008 ISBN 987-7-03-022422-4
- Lâm Giới nhà Tống Pháp thức doanh tạo Thư cục Trung Quốc 2006 ISBN  7-80568-974-1/K.168
- Lương Tư Thành Bài tựa chú thích pháp thức doanh tạo (营造法式注释序)- Lâm Giới Lương Tư Thành toàn tập  Tập VII 7-9 ISBN 7-112-04431-6